# Dismorphia crisia
Espèce
Dismorphia crisia est une espèce d'insectes lépidoptères de la famille des Pieridae, de la sous-famille des Dismorphiinae et du genre Dismorphia.

## Taxonomie
Dismorphia crisia a été décrit par Dru Drury en 1782 sous le nom de Papilio crisia.

### Sous-espèces
- Dismorphia crisia crisia
- Dismorphia crisia alvarezi J. & R. G. Maza, 1984; au Mexique.
- Dismorphia crisia foedora (Lucas, 1852); au Venezuela, en Colombie et au Pérou.
- Dismorphia crisia interrupta Talbot, 1932; en Colombie.
- Dismorphia crisia lubina Butler, 1872; au Costa Rica et à Panama.
- Dismorphia crisia neblina Reissinger, 1970; au Venezuela
- Dismorphia crisia roraimae Hall, 1939; en Guyane et Guyana.
- Dismorphia crisia saltensis Breyer, 1939; en Bolivie et en Argentine.
- Dismorphia crisia steinhauseri J. & R. G. Maza, 1984; à Salvador.
- Dismorphia crisia tolimensis Fassl, 1915; en Colombie.
- Dismorphia crisia virgo (Bates, 1864); au Mexique, Costa Rica et Guatemala[1].

### Noms vernaculaires
Dismorphia crisia se nomme Crisia Mimic White ou Cloud Forest Mimic-White en anglais.

## Description
Dismorphia crisia est un papillon blanc et marron d'une envergure qui varie de 48 mm à 53 mm pour le mâle et jusqu'à 57 mm pour la femelle avec un dimorphisme sexuel et des différences entre les sous-espèces. Les ailes antérieures sont blanches avec l'apex et une bordure marron et chez certaines sous-espèce une zone basale marron ne laissant qu'une bande blanche entre elle et l'apex. Les ailes postérieures sont blanches plus ou moins largement bordées de marron.

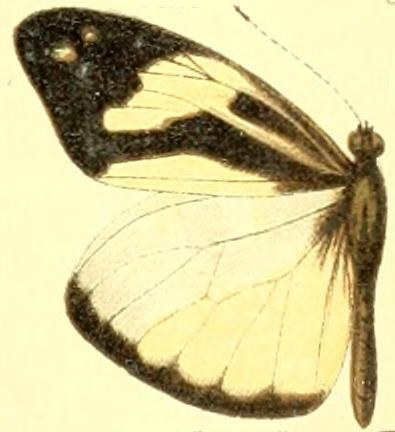
Dismorphia crisia foedora mâle
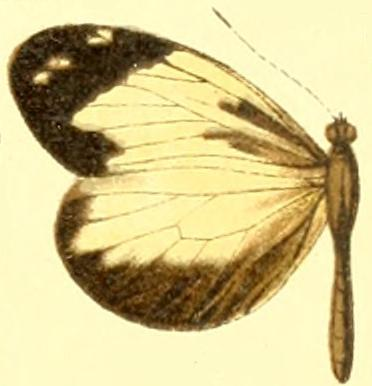
Dismorphia crisia foedora femelle
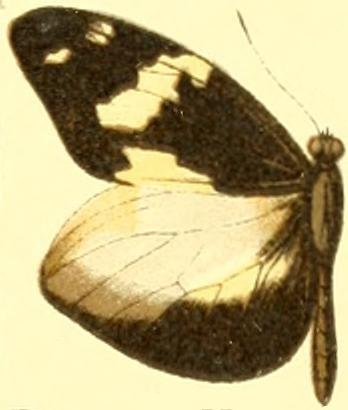
Dismorphia crisia virgo mâle
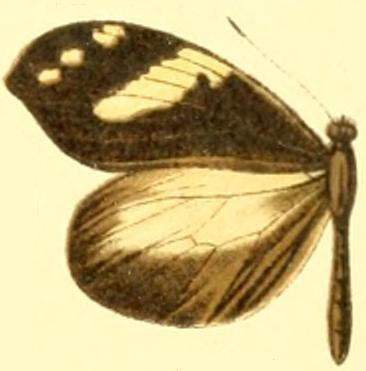
Dismorphia crisia virgo femelle

Le revers est clair, nacré.

## Biologie

### Plantes hôtes
Les plantes hôte de sa chenille sont des Inga et  Pithecellobium.

## Écologie et distribution
Il est présent en Amérique du sud, sur les côtes de l'océan Pacifique et sur une partie des côtes de l'océan Atlantique, au Mexique, à Panama, Costa Rica, au Guatemala, en Colombie, en Équateur, au Venezuela, en Guyane, au Brésil, en Bolivie, en Argentine et au Pérou

### Protection
Pas de statut de protection particulier.